# GECAD Group
Gecad este o companie de IT din România înființată de Radu Georgescu în 1992.
Din grupul Gecad fac parte companiile Gecad Technologies/Axigen (mesagerie electronică), Gecad Net (servicii de securitate IT), Gecad ePayment și Avangate (comerț electronic) și Gecad Software (servicii de business).
Gecad Software este prima companie a grupului și cea care a lansat în 1994 produsul RAV Antivirus cumpărat în 2003 de Microsoft.
Gecad ePayment este integrator de soluții pentru comerț electronic, lider pe piața românească de sisteme de plăți online.
Gecad ePayment a înregistrat afaceri de 1,05 milioane euro și pierderi de aproximativ 900.000 de euro în anul 2008.
Principalul său concurent pe piață este DotCommerce.
Gecad Net este distribuitor unic în România pentru Trend Micro, partener Kaspersky și IBM/ISS.
Gecad Net este și dezvoltatorul soluției de securitate IT Sentinet care asigura monitorizarea infrastructurii IT a companiilor-client, inventarierea hardware și software, alertarea departamentului IT în situațiile în care un anumit incident poate pune în pericol securitatea firmei.
Sentinet emite și rapoarte pentru management, în funcție de diferiți parametri.
Gecad Net a încheiat anul fiscal 2007 cu o cifră de afaceri de 5,5 milioane de euro.
Gecad Technologies/Axigen, înființată în 2001, membră a grupului Gecad, este o companie cu activitate în cercetare tehnologică, project management și dezvoltare de tehnologii software.
Implicată inițial în dezvoltarea de software antivirus, compania a început din 2003 dezvoltarea primei soluții de mesagerie electronică din România, sub marca Axigen.
Avangate, înființată în septembrie 2005, este fosta divizie internațională a Gecad ePayment.
În iulie 2011, compania avea 84 de angajați.
Cifra de afaceri în 2008: 7,2 milioane euro
Venit net în 2008: -1,8 milioane euro (pierderi)